# Марс-5
Марс-5 је био совјетски вјештачки сателит (аутоматска научно-истраживачка станица) намијењен за истраживање планете Марс. Лансиран је 25. јула 1973.

## Ток мисије
Марс-4, 5, 6, и 7 су лансирани у јулу и августу 1973. Два су подешена за орбитални рад, а два су били у суштини капсуле за спуштање на планету. Марс-5 је постао сателит Марса, и прикупљао је податке из орбите око њега.
Марс-5 је скупљао податке током 22 орбите, док није дошло до губитка притиска у летјелици и мисија је завршена прије времена. Примљено је око 60 фотографија подручја Марсове јужне хемисфере током 9 дана, од 5 СГШ, 330 ЗГД до 20 ЈГШ, 130 ЗГД.
Максимална површинска температура је измјерена као 272 Келвина, а 200 по ноћи. Атмосферски притисак на површини је измјерен као 6,7 милибара. Тло је процијењено као зрнасте структуре са дјелићима 0,1 до 0,5 mm пречника, понегдје и мање од 0,04 mm. Подаци о диелектричној константи, о камењу, воденој пари, озону су такође прикупљени. Утврђено је врло слабо магнетско поље, око 0,0003 Земаљског. Доказано је постојање јоносфере на ноћној страни планете комбинацијом података са онима примљеним са Марса-4 и 6.

## Основни подаци о лету
- Датум лансирања: 25. јул 1973.
- Ракета-носач: Протон К
- Мјесто лансирања: Тјуратам, Бајконур
- Маса сателита (kg):